# Kate Banks
Pour les articles homonymes, voir Banks.
Kate Banks, née le 13 février 1960 à Farmington (Maine) et morte le 24 février 2024 en Suisse, est une auteure américaine de livres jeunesse.

## Biographie

### Enfance et formation
Kate Banks a étudié à Wellesley College, près de Boston.
Elle a obtenu une maîtrise en histoire à l'Université Columbia et a travaillé plusieurs années dans une maison d'édition à New York avant de s'installer en Europe.

### Vie de famille
Elle vit durant une partie de sa vie dans le sud de la France avec son mari et ses deux fils, Peter Anton et Maximilien,,. Son décès est annoncé le 1er mars 2024.

### Carrière
Elle a passé huit ans à Rome, où elle a commencé à écrire des livres pour enfants.
Son The Night Worker remporte l'édition 2001 du prix  Charlotte Zolotov (en), And If the Moon Could Talk remporte l'édition 1998 du Boston Globe-Horn Book Award du meilleur livre illustré. Dillon Dillon est finaliste de l'édition 2002 du Los Angeles Times Book Prize de la fiction pour jeune adulte. Howie Bowles, Secret Agent est en lice pour l'édition 2000 du prix Edgar-Allan-Poe pour le meilleur livre pour la jeunesse.

## Œuvres
- Alphabet Soup, Dragonfly Books, 1988
- Big, Bigger, Biggest Adventure, Random House, 1991
- The Bunnysitters, Random House, 1991
- Peter and the Talking Shoes, Knopf, 1994
- Baboon, Frances Foster Books, 1997
- Spider Spider, Farrar, Straus and Giroux, 1997
- And If the Moon Could Talk, Frances Foster Books, 1998
- The Bird, the Monkey, and the Snake in the Jungle, Farrar, Straus and Giroux, 1999
- Howie Bowles, Secret Agent, Scholastic, 1999
- Howie Bowles and Uncle Sam, Farrar, Straus and Giroux, 2000
- The Night Worker, Frances Foster Books, 2000
- A Gift from the Sea, Frances Foster Books, 2001
- Mama’s Little Baby, DK Publishing, 2001
- Close Your Eyes, Frances Foster Books, 2002
- Dillon Dillon, Frances Foster Books, 2002
- The Turtle and the Hippopotamus, Farrar, Straus and Giroux, 2002
- Mama’s Coming Home, Frances Foster Books, 2003
- Walk Softly, Rachel, Frances Foster Books, 2003
- The Cat Who Walked Across France, Frances Foster Books, 2004
- Friends of the Heart/Amici del Cuore, Farrar, Straus and Giroux, 2005
- The Great Blue House, Frances Foster Books, 2005
- Max’s Words, Frances Foster Books, 2006
- Fox, Frances Foster Books, 2007
- Lenny’s Space, Frances Foster Books, 2007
- Max’s Dragon, Frances Foster Books, 2008
- Monkeys and Dog Days, Frances Foster Books, 2008
- Monkeys and the Universe, Frances Foster Books, 2009
- That’s Papa’s Way, Frances Foster Books, 2009
- What’s Coming for Christmas?, Frances Foster Books, 2009
- The Eraserheads, Frances Foster Books, 2010
- Max’s Castle, Frances Foster Books, 2011
- This Baby, Frances Foster Books, 2011
- The Magician's Apprentice, Frances Foster Books, 2012
- The Bear in the Book, Frances Foster Books, 2012
- Thank You, Mama, illustré par Gabi Swiatkowska, Frances Foster Books, 2013
- Please, Papa, illustré par Gabi Swiatkowska, Frances Foster Books, 2013
- City Cat, illustré par Lauren Castillo, Frances Foster Books, 2013